# Achalgori

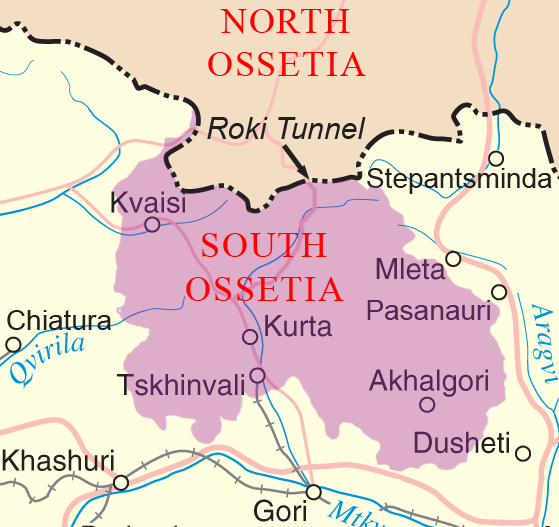
mapa Osetii Południowej, Achalgori we wschodniej części

Achalgori albo Leningor (os. Ленингор, gruz. ახალგორი (translit.) Akhalgori; Nowe Gori) – osiedle typu miejskiego w Gruzji, we wschodniej części Osetii Południowej, 49 km w linii prostej (ok. 55 km drogami) na północny zachód od Tbilisi, a 33 km na północny wschód od Gori, nad rzeką Ksani, 788 m n.p.m. W czasach ZSRR w Gruzińskiej SRR, do 1990, pod gruzińską nazwą ლენინგორი – ros. Ленингори (Leningori, na cześć W. Lenina), wariantu tej nazwy dalej używają osetyjscy seperatysci: oset. Ленингор (Leningor).
Przed wojną w Osetii Południowej w roku 2008 miasto zamieszkane było przez ok. 2 tys. osób (w całym dystrykcie ok. 7,7 tys., z czego ok. 85% Gruzinów). Po tej wojnie władze Osetii Południowej używają nazwy Leningor i uznają miasto za stolicę obwodu leningorskiego, natomiast władze Gruzji wciąż traktują je jako część obwodu achalgorskiego w regionie Mccheta-Mtianetia.
23 listopada 2008 na drodze z Tbilisi do Achalgori doszło do incydentu z udziałem prezydentów: gruzińskiego Saakaszwili i polskiego Kaczyńskiego, kiedy południowoosetyjski posterunek położony nieopodal wioski Odzisi z użyciem broni maszynowej zawrócił kolumnę prezydencką nie dopuszczając do ich wjazdu na teren sporny. Prezydent Kaczyński relacjonował, że kawalkada pojazdów została zatrzymana przez posterunek rosyjski, są też poglądy, według których za zajście odpowiedzialni są Gruzini.